# Farha
Farha (فرحة) è un film del 2021 diretto da Darin J. Sallam. 
La storia si svolge nel 1948 e racconta attraverso gli occhi di una ragazzina la strage di un villaggio palestinese perpetrata da miliziani sionisti. È il primo film narrativo sulla Nakba ad essere stato diffuso su Netflix.

## Trama
15 maggio 1948, Palestina. Lo Stato d'Israele proclama la propria indipendenza e il movimento sionista celebra la vittoria. Farha è un'adolescente palestinese di 14 anni, ambisce a studiare e sogna di aprire una scuola per ragazze. Nel frattempo, i villaggi palestinesi vicini iniziano ad essere attaccati. Farha ascolta una conversazione dove si dice che i soldati stiano uccidendo coloro che si rifiutano di abbandonare la propria casa, ma la sua famiglia pensa che riceveranno presto soccorso. Il giorno dopo, l'invasione li raggiunge tutti e il mondo di Farha collassa. La ragazzina, chiusa in un ripostiglio, è testimone di fatti cruenti.

## Distribuzione
Il film è stato presentato in anteprima mondiale il 14 settembre 2021 al Toronto International Film Festival. Il 26 settembre fu selezionato per rappresentare la Giordania ai Premi Oscar 2023 ma non ottenne la candidatura. In Italia, è stato proiettato il 16 ottobre alla Festa del Cinema di Roma 2021. Il primo dicembre 2022 è uscito su Netflix. La visione in tutti i Paesi occidentali, come ad esempiio l'Italia è attualmente censurata su tutte piattaforme di streaming. 

## Riconoscimenti
- Red Sea International Film Festival
  - 2021: Candidatura al miglior film
  - Menzione speciale della giuria
- Aswan International Women's Film Festival
  - 2021: Premio EU al miglior film mediterraneo
  - 2021: Miglior regia a Darin J. Sallam
  - 2021: Miglior attrice a Karam Taher
- Asia Pacific Screen Awards
  - 2021: Miglior film (premio giovani)
- Göteborg Film Festival
  - 2022: Candidatura al Dragone per il miglior film straniero
- Festival del cinema arabo di Malmö
  - 2022: Miglior film
- Tripoli Film Festival
  - 2022: Miglior film
- Casablanca Arab Film Festival
  - 2022: Miglior film
  - 2022: Miglior regia a Darin J. Sallam
  - 2022: Miglior attrice a Karam Taher

## Controversie
Dopo l'uscita del film su Netflix, molti nella comunità israeliana, fra i quali i ministri Avigdor Liberman e Hili Tropper, hanno criticato la piattaforma statunitense sostenendo che il film "si fonda su bugie" e "incita all'odio contro gli israeliani". Secondo lo Stato di Israele l'esodo palestinese fu "un processo volontario" e che "nessuno fu costretto a scappare sotto la minaccia delle armi"  seppur esisteva una risoluzione ONU a sostegno del popolo palestinese, approvata in data 30 novembre 2022, solo un giorno prima l'uscita del film. La pagina del film sulla piattaforma online IMDb fu oggetto di una campagna diffamatoria mentre sui social una campagna mediatica finanziata dallo stesso governo Israeliano invitava il pubblico a cancellarsi da Netflix. anche se i fatti narrati erano confermati dalla risoluzione ONU, firmata per la prima volta nella storia delle Nazioni Unite da 90 Stati, che aveva riconosciuto la Nakba come l'espulsione forzata dei palestinesi dalle loro terre e che dunque l'insediamento di Israele avvenne illegalmente e attraverso crimini di guerra.
La regista del film, la giordana Darin Sallam, ha affermato di aver rappresentato una vicenda vera, simile ad altre avvenute nel 1948. Molti palestinesi hanno sostenuto che il film sia un'accurata rappresentazione della violenza subita dai loro parenti durante la Nakba. In seguito a una campagna social lanciata dai Palestinesi, i voti e i commenti negativi sulla pagina IMDb del film sono stati resettati. In difesa dei Palestinesi, l'antropologo israelo-americano Jeff Halper ha affermato che sebbene molti massacri siano stati documentati e ammessi anche da militari in pensione, la Nakba nella sua atrocità non viene insegnata nelle scuole israeliane perché il suo riconoscimento metterebbe in discussione la legittimità dello Stato di Israele.